# Grundschule Regnitzlosau
Die Grundschule Regnitzlosau ist die einzige Schule in der oberfränkischen Gemeinde Regnitzlosau.

## Geschichte
Eine erste Schule wird in Regnitzlosau bereits 1601 erwähnt. Das erste Schulhaus aus dem Jahre 1615 brannte kurz nach seiner Erbauung ab. Das Nachfolgegebäude von 1660 wurde 1803 von dem jetzigen Gebäude oberhalb des Pfarrhauses der St.-Aegidienkirche abgelöst. Bis 1965 war die Schule dann im ehemaligen Rathaus untergebracht, bevor 1965 das neue Schulhaus in der Schulstraße 11 eingeweiht werden konnte, nachdem die alte Schule aufgrund der Einschulung der Kinder aus den Ortsteilen zu klein wurde. Eine Besonderheit war das Lehrschwimmbecken der Schule.
1989 wurde eine Turnhalle mit Außenanlagen angebaut. Bis zum 21. Jahrhundert wurden in Regnitzlosau Schüler bis zur sechsten Klasse unterrichtet. Vor einigen Jahren wurde die Teilhauptschule geschlossen und aus der Volksschule wurde eine reine Grundschule.

## Arbeitsgemeinschaften
Die Schule bietet Freizeitaktivitäten außerhalb des Unterrichts. Die AG Schulgarten bepflanzt die Grünflächen um die Schule und kümmert sich um einen Hasenstall, die AG Informatik vermittelt grundlegende Kenntnisse im Umgang mit Computern.